# Heimtali
Heimtali – wieś w Estonii, w prowincji Viljandi, w gminie Viljandi. Do 2013 roku w gminie Pärsti.
Nazwa wsi pochodzi od niemieckojęzycznej nazwy dworskiej z XVIII w. (Heimthal 'koduorg', oficjalnie umieszczonej w 1793). Nazwa została wybrana przez właściciela dworu w 1779 dla uczczenia zmarłej, młodej panny Heimendal. We wsi znajduje się zabytkowy budynek z 1832 tj. Winiarnia Heimtali.